# 神田隆継
神田 隆継（こうだ たかつぐ）は、戦国時代から安土桃山時代にかけての武将。周防国玖珂郡山代の領主の一人。毛利氏の家臣。兄は神田隆久。

## 生涯
周防国玖珂郡山代の領主の一つである神田氏に生まれ、永禄3年（1560年）12月24日に毛利隆元の加冠状を受けて元服する。
天正5年（1577年）1月26日、毛利輝元から周防国玖珂郡山代本郷の内の9町1段半50歩の田を給地として与えられる。同年に輝元の側近である松山惣四郎（後の三浦元忠）が兄・隆久の養子となって神田氏の家督を相続した。しかし、天正15年（1587年）に元忠が仁保元棟（後の繁沢元氏）の娘婿となって仁保氏（三浦氏）の名跡を継ぐと、元忠の代わりに隆継が家督を相続した。
その後の動向は不明。